# Jacques Beurlet
Jacques Beurlet   (Marche-en-Famenne, 21 de desembre de 1944 - Marche-en-Famenne, 26 de setembre de 2020) fou un futbolista belga.

## Selecció de Bèlgica
Va formar part de l'equip belga a la Copa del Món de 1970.